# Léo Bachelin
Léopold Bachelin (n. 17 decembrie 1857, Neuchâtel, cantonul Neuchâtel, Elveția – d. 1930) a fost un publicist și scriitor de origine elvețiană. A făcut studii în Italia, Germania (Berlin și Strasburg) și Franța (Paris). A fost licențiat în litere și a fost numit la vârsta de 25 ani profesor de literatura franceză și greacă la Academia din Neuchâtel. În 1889 a venit în România și în scurt timp a fost numit bibliotecarul regelui Carol I.

## Scrieri
- HanMakart et les 5 sens (1871)

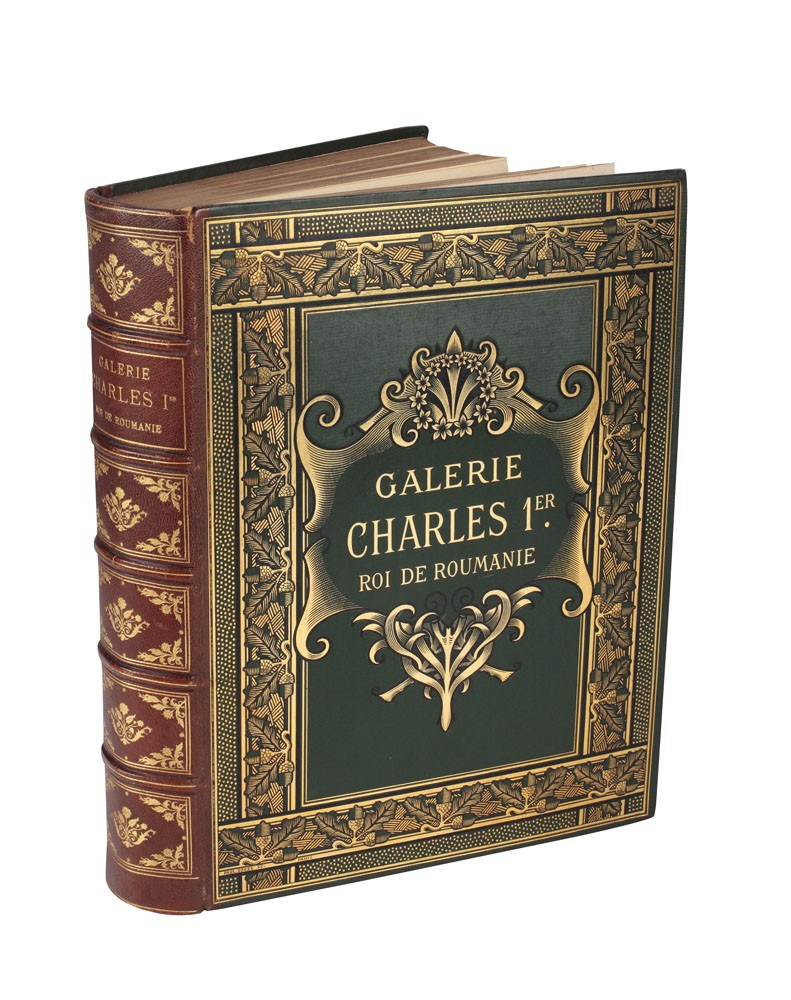
Tableaux anciens de la Galerie Charles Ier, Roi de Roumanie, Paris, 1898, cu 74 heliogravuri

- Sept contes roumains (Paris, 1894) - traducere de Jules Brun, introducere generală și comentariu folcloristic de  Léo Bachelin
- Mélanges d'histoire et d'art (Excursion à Paestum. Le premier Salon de Rome. Exposition de Peinture à Neuchâtel. Charles-Édouart Dubois.) (Paris, 1879)
- Studii despre basmele românești (1882)
- La Premiére Idylle de Theocrite (1883)
- Castel-Pelesch, résidence d'été du roi Charles Ier de Roumanie à Sinaia, notice descriptive et historique, par Léo Bachelin. Avec 27 eaux-fortes et 38 gravures sur bois (Firmin Didot, Paris, 1893)
- Tableaux anciens de la galerie Charles Ier, roi de Roumanie, catalogue raisonné, avec soixante-seize héliogravures de MM. Braun, Clément et Cie (Braun, Clément et Cie, Paris, 1898)
- Bucarest et la Roumanie (Socec & Co., București, 1902) - împreună cu Hans Kraus
- Sous l'oeil du Sphinx, Poèmes du vrai et du rêve  (Typographies roumaines unies, Bucarest, 1926)